# Кочевка
Ко́чевка (рос. Кочевка) — присілок у складі Пишминського міського округу Свердловської області.
Населення — 39 осіб (2010, 69 у 2002).
Національний склад станом на 2002 рік: росіяни — 94 %.